# Josef Masopust
Josef Masopust (Střimice, 1931. február 9. – Prága, 2015. június 29.) 63-szoros csehszlovák válogatott, ez idő alatt tíz gólt szerzett címeres mezben. Az 1962-es világbajnokságon játékával kulcsszerepet vállalt abban, hogy a csehszlovák nemzeti csapat ezüstérmet szerzett a tornán. Az 1962-es év Aranylabdás játékosa. 1984 és 1987 között a csehszlovák válogatott szövetségi kapitánya volt.
2003 novemberében a Cseh labdarúgó-szövetség az ország labdarúgásának elmúlt ötven évének legkiemelkedőbb játékosának választotta. 2004. március 4-én, a FIFA megalapításának 100. évfordulója alkalmából Pelé beválogatta az elmúlt évszázad legjobb száz labdarúgója közé, a FIFA 100-ba. 2014-ben Az UEFA elnökének díjának díjazottja.

## Pályafutása

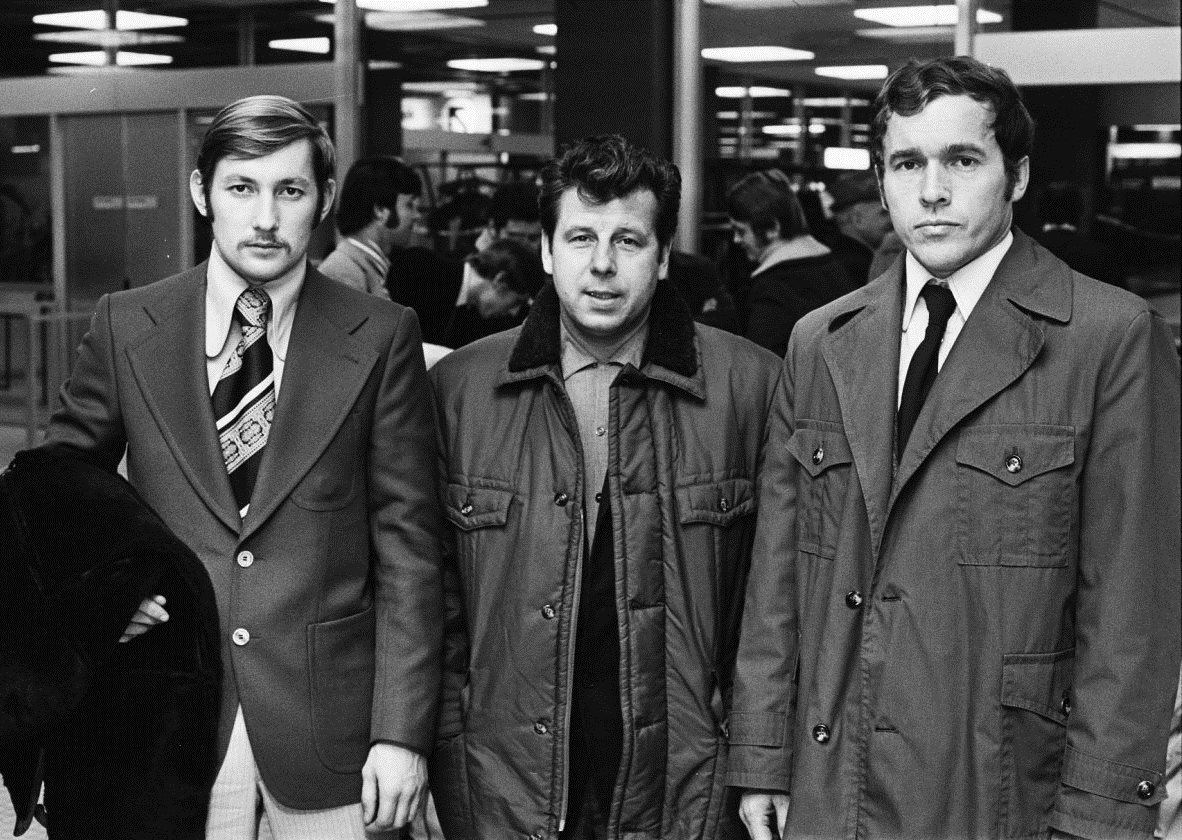
(balról jobbra) Zdeněk Nehoda, Masopust és Ivo Viktor 1974-ben

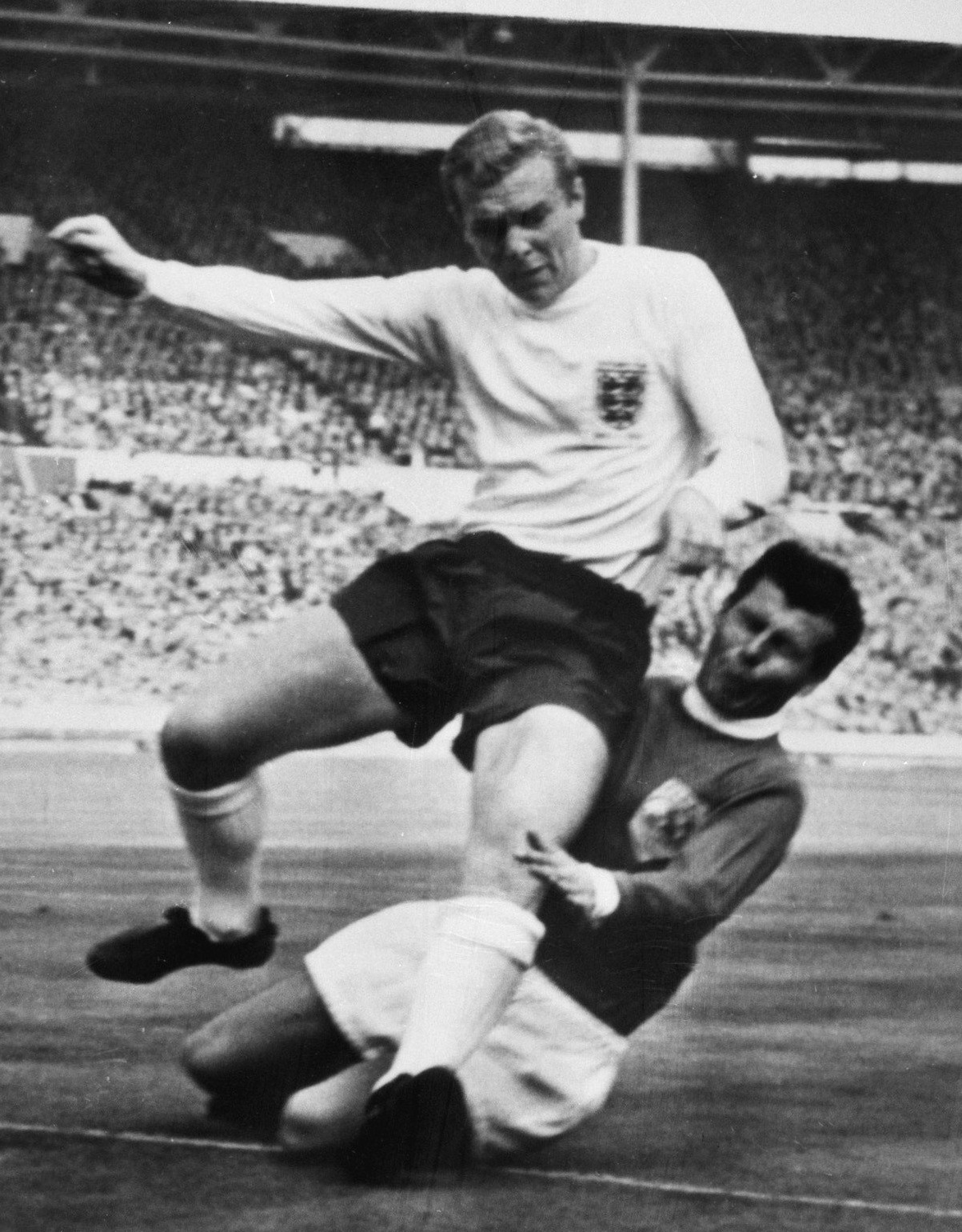
Bobby Moore (balra) és Masopust 1963-ban

### Klubcsapatban
Jozef Masopust a ZSJ Uhlomost Most csapatában kezdte pályafutását. 1950 és 1952 között a Vodotechna Teplice labdarúgója volt. Itt mindössze tizenkilenc évesen írta alá első profi szerződését, majd mutatkozott be az élvonalban. 1952-től a csehszlovák hadsereg csapatában, az ATK Praha-ban szerepelt és nyolc bajnoki címet nyert a csapattal. Az 1966–1967-es bajnokcsapatok Európa-kupája sorozatban az elődöntőig jutott csapatával, ott azonban a későbbi győztes skót Celtic Glasgow megállította a Duklát.
1968-ban külföldre szerződött és a belga Crossing Molenbeek csapatát az élvonalba juttatta mint játékos-edző.

### A válogatottban
A válogatottban 1954 októberében mutatkozott be egy Magyarország elleni barátságos mérkőzésen. Részt vett az 1958-as világbajnokságon, de a Csehszlovákok már az első fordulóban kiestek miután csoportjukban egy play off mérkőzés után az Északír válogatott mögé szorultak. Az 1960-as Európa-bajnokság négyes döntőjében a harmadik helyet szerezték meg, miután az elődöntőben kikaptak a szovjetektől, majd a bronzmérkőzésen 2–0 arányban legyőzték Franciaországot.
Az 1962-es világbajnokságon ezüstérmet szereztek, a Brazília ellen 3-1-re elveszített döntőben Masopust szerezte a csehszlovákok egyetlen gólját. Főként a tornán nyújtott kiemelkedő teljesítményének köszönhetően az év végén átvehette az Aranylabdát.
1965-ben részt vett az akkor ötven éves Stanley Matthews tiszteletére és visszavonulásának alkalmából rendezett gálamérkőzésen. Csehszlovákia nem tudta kiharcolni a részvételt az 1966-os chilei világbajnokságra, Masopust pedig az év májusában egy Szovjetunió elleni barátságos mérkőzésen elbúcsúzott a válogatott szerepléstől. Összesen 63 alkalommal lépett pályára a válogatottban és tíz gólt szerzett.

### Edzőként
Edzői munkáját, mint játékos-edző a belga Crossing Molenbeek csapatánál kezdte, majd az aktív játéktól való visszavonulása után a Dukla Prahában folytatta, egyetlen csehszlovák bajnoki címét edzőként azonban következő állomáshelyén a Zbrojovka Brno csapatával szerezte az  1977-1978 szezonban. 1984 és 1987 között ő volt a csehszlovák válogatott szövetségi kapitánya, összesen 27 mérkőzésen ült a nemzeti csapat kispadján. 1988 és 1991 között Indonéziában edzősködött, az olimpiai labdarúgó-válogatott edzőjének nevezték ki, munkáját honfitársa, Milan Bokša segítette.

## Játéksílusa
Pályafutása kezdetén balszélsőként játszott, később, így az 1962-es világbajnokságon is, középső középpályásként szerepelt. Játékát sokan Bozsik Józseféhez hasonlították.  Nagyszerűen látott a pályán és szervező adottságait kihasználva amolyan összekötő kapocs volt a hátvédsor és a támadósor között. Fizikailag ugyan nem vette fel ellenfeleivel a harcot, ezt a hátrányát azonban kiváló játékintelligenciájával és technikai tudásával ellensúlyozta.  Klubszinten a Dukla Prahában 386 mérkőzésen 79-szer volt eredményes, és mivel a csehszlovák válogatott jórészt akkoriban a katonacsapatra épült, Masopust a válogatottban is klubtársaival játszhatott együtt.

## Sikerei, díjai

### Játékosként
- Világbajnokság
  - ezüstérmes: 1962, Chile
- Európa-bajnokság
  - bronzérmes: 1960, Franciaország
- Csehszlovák bajnokság
  - bajnok: 1953, 1956, 1957–58, 1960–61,1961–62, 1962–63, 1963–64, 1965–66
  - 2.: 1955, 1958–59
  - 3.: 1959–60
- Csehszlovák kupa
  - győztes: 1961, 1965, 1966
  - döntős: 1962, 1968
- Aranylabda (1962)
- Labdarúgó-világbajnokság, ezüstlabda: 1962
- Az év labdarúgója: Csehszlovákiában (1966)
- UEFA Az elmúlt fél évszázad legjobb játékosa (2004)
- FIFA 100 (2004)

### Edzőként
- Csehszlovák bajnokság
  - bajnok: 1977–78
  - 2.: 1973–74, 1979–80
  - 3.: 1978–79

## Statisztika

### Válogatott góljai
| #   | Dátum                | Helyszín                                   | Ellenfél    | Eredmény a gólt követően | Végeredmény | Kiírás                                   |
| --- | -------------------- | ------------------------------------------ | ----------- | ------------------------ | ----------- | ---------------------------------------- |
| 1.  | 1956. május 10.      | Charmilles Stadion, Genova, Svájc          | Svájc       | 6–1                      | 6–1         | 1954–1960-as Európa-kupa                 |
| 2.  | 1956. augusztus 8.   | Estádio do Pacaembu, São Paulo, Brazília   | Brazília    | 1–3                      | 1–4         | Barátságos                               |
| 3.  | 1958. augusztus 30.  | Strahov Stadion, Prága, Csehszlovákia      | Szovjetunió | 1–0                      | 1–2         | Barátságos                               |
| 4.  | 1958. december 13.   | Stadio Luigi Ferraris, Genova, Olaszország | Olaszország | 1–0                      | 1–1         | 1954–1960-as Európa-kupa                 |
| 5.  | 1960. május 1.       | Strahov Stadion, Prága, Csehszlovákia      | Ausztria    | 1–0                      | 4–0         | Barátságos                               |
| 6.  | 1960. május 22.      | Augusztus 23. Stadion, Bukarest, Románia   | Románia     | 1–0                      | 2–0         | 1960-as Eb-selejtező                     |
| 7.  | 1961. október 29.    | Strahov Stadion, Prága, Csehszlovákia      | Írország    | 6–1                      | 7–1         | 1962-es vb-selejtező                     |
| 8.  | 1962. június 17.     | Estadio Nacional de Chile, Santiago, Chile | Brazília    | 1–0                      | 1–3         | 1962-es labdarúgó-világbajnokság (döntő) |
| 9.  | 1962. szeptember 16. | Ernst Happel Stadion, Bécs, Ausztria       | Ausztria    | 2–0                      | 6–0         | Barátságos                               |
| 10. | 1962. szeptember 16. | Ernst Happel Stadion, Bécs, Ausztria       | Ausztria    | 4–0                      | 6–0         | Barátságos                               |

### Pályára lépései a válogatottban
| Csehszlovákia | Csehszlovákia | Csehszlovákia |
| Év            | Pályára lépés | Gólok         |
| ------------- | ------------- | ------------- |
| 1954          | 1             | 0             |
| 1955          | 0             | 0             |
| 1956          | 10            | 2             |
| 1957          | 6             | 0             |
| 1958          | 10            | 2             |
| 1959          | 2             | 0             |
| 1960          | 6             | 2             |
| 1961          | 7             | 1             |
| 1962          | 11            | 3             |
| 1963          | 4             | 0             |
| 1964          | 4             | 0             |
| 1965          | 1             | 0             |
| 1966          | 1             | 0             |
| Összesen      | 63            | 10            |